# Microsoft Paint
Paint (anteriormente Paintbrush,  que no debe confundirse con la aplicación de Mac OS X, Paintbrush) es un programa editor de imágenes desarrollado por Microsoft. Paint ha acompañado al sistema operativo Microsoft Windows desde la versión 1.0. Siendo un programa básico, se incluye en todas las nuevas versiones de este sistema. El programa abre y guarda archivos en formato de mapa de bits de Windows (BMP), JPEG, GIF, PNG y formatos TIFF de una sola página. El programa puede estar en modo de color o en dos colores en blanco y negro, pero no hay modo de escala de grises. Por su simplicidad, rápidamente se convirtió en una de las aplicaciones más usadas de las primeras versiones de Windows -introduciendo a varios a dibujar con la computadora por primera vez- y todavía  es fuertemente asociado con la inmediata usabilidad de Windows. 
En julio de 2017, Microsoft agregó Paint a la lista de características obsoletas de Windows y anunció que se convertiría en una aplicación independiente gratuita en Microsoft Store, también incluyó una advertencia en la aplicación Paint de que finalmente no se instalará de manera predeterminada. Sin embargo, Paint continuó siendo incluido con Windows 10 en versiones posteriores con una actualización que eliminó la advertencia de desuso de la aplicación, y también está incluido en Windows 11.
En Windows 11 Paint se puede encontrar en el menú Inicio, o al escribir "mspaint" en el cuadro de diálogo Ejecutar (⊞ Win+R).

## Historia

### Versiones completas
La primera versión de Paint se introdujo en la primera versión de Windows, Windows 1.0. Era una versión con licencia de PC Paintbrush, y soportaba solamente gráficos monocromáticos de 1 bit bajo un formato propietario "MSP".  Más tarde fue rebautizado a PaintBrush en Windows 3.0, con una interfaz rediseñada, soporte de color y soporte para los formatos de archivo BMP y PCX. En esta versión los archivos con formato MSP solamente pueden guardarse en estos dos formatos. Su nombre fue cambiado a MS Paint en Windows 95 y versiones posteriores.
En Windows 95 y Windows NT 4.0, Paint permite guardar y cargar paletas de colores personalizadas con extensión de archivo (.pal). Esta funcionalidad solo funciona correctamente si la profundidad de color de las imágenes es de 16 bits por píxel (bpp) o superior. Las versiones posteriores de Paint no son compatibles con esta característica.
En Windows 98, Windows 2000 y Windows ME, Paint puede guardar imágenes en formatos JPEG, GIF y PNG cuando se instalan los complementos adecuados. Dichos complementos se incluyen con Microsoft Office y Microsoft PhotoDraw. Esto también le permite a Paint usar fondos transparentes. Se eliminó la compatibilidad con archivos PCX. Comenzando con Windows ME, el tamaño del lienzo se expande automáticamente cuando se abren o pegan imágenes más grandes, en lugar de preguntar.
En Windows XP y versiones posteriores, Paint usa GDI+ y, por lo tanto, puede guardar imágenes de forma nativa como BMP, JPEG, GIF, TIFF y PNG sin necesidad de filtros gráficos adicionales. Sin embargo, la transparencia del canal alfa aún no es compatible. El soporte para la adquisición de imágenes desde un escáner o una cámara digital también se agregó a Paint.
En Windows Vista, se han cambiado los iconos de barra de herramientas y los colores de la paleta de colores, así como la ubicación de la misma paleta (pasando a estar arriba). Además, se ha agregado un mayor número de niveles de deshacer, pasando a ser 10 veces. También incluye un control deslizante de zoom. Esta versión guarda los archivos en formato JPEG de forma predeterminada, que puede afectar la calidad general de una imagen, especialmente después de múltiples guardados del archivo debido a su método de compresión.

### Windows 7, Windows 8, Windows 8.1 y Windows 10
En Windows 7, Windows 8, Windows 8.1 y Windows 10 la versión de Paint hace uso de la interfaz "Ribbon". Además, cuenta con pinceles "artísticos" compuestos por diferentes tonos de gris y transparencias para dar un resultado más realista. Para agregar más realismo, los pinceles de óleo y acuarela pueden pintar solamente una pequeña distancia antes de que el usuario deba volver a hacer clic. Esto da la ilusión que el pincel se ha descargado de pintura. También se ha añadido anti-aliasing a las formas, que pueden cambiar de tamaño libremente hasta que se rastericen cuando se selecciona otra herramienta. Esta versión utiliza el formato de archivo PNG por defecto para guardar imágenes, lo que garantiza máxima calidad y compatibilidad.

### Windows 11
En Windows 11 la interfaz de usuario vuelve a rediseñarse, deshaciéndose del esquema de pestañas Ribbon. Con esto se incluye una nueva barra de comandos, la adaptación del modo oscuro en el programa y un nuevo selector de fuentes, similar al de versiones anteriores a Windows 7.

### Paint 3D
En mayo de 2016 fue lanzada en la actualización "RS2: Creators Update" de Windows 10 una nueva versión de Paint. Microsoft publicó una nueva aplicación universal de Paint en la tienda en línea Windows Store bajo el nombre en código "Newcastle", que viene con una nueva interfaz y soporte para figuras 3D. La versión universal para Windows 10 fue oficialmente anunciada y lanzada el 26 de octubre de 2016 como parte de la presentación de Windows 10 Creators.
En abril de 2017 Microsoft lanza Paint 3D junto con Paint en la actualización para Windows 10 "Creators Update". Además de las herramientas de dibujo 2D tradicionales, Paint 3D también permite importar y manipular modelos tridimensionales, y se integra con un sitio web operado por Microsoft conocido como Remix 3D  este sirve para compartir creaciones en 3D.
En julio de 2017 Microsoft agregó a Paint a la lista de características obsoletas de Windows, lo que significa que no se desarrollará más y podría eliminarse en el futuro. Microsoft, sin embargo, anunció que estaría  disponible en la tienda en línea de forma gratuita. 
 No se eliminó Paint de Windows 10 versión 1709 (durante la "Windows 10 Fall Creators Update" en septiembre de 2017) o versión 1803 (durante la "Actualización de abril de 2018"); sin embargo, esta última ha agregado un botón llamado “Product alert” en la app de Paint, que muestra un mensaje de alerta que reitera lo antes dicho por Microsoft.
A pesar de la advertencia, Paint se envió con Windows 10 versiones 1809, 1903 y 1909, así como una versión renovada en Windows 11. La versión 1903 eliminó por completo el mensaje de alerta.

## Características

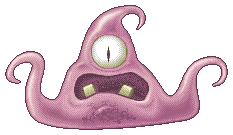
Paint se utiliza a menudo para crear pixel art.

Las versiones recientes de Paint permiten al usuario elegir hasta tres colores a la vez: el color primario (clic izquierdo del ratón), color secundario (clic derecho del ratón) y tercer color (tecla control + cualquier clic del ratón).
El programa viene con las siguientes opciones en su caja de herramientas (de izquierda a derecha en la imagen):
° Selección libre
° Seleccionar
° Borrador/Borrar color
° Rellenar
° Cuentagotas
° Zoom
° Lápiz
° Pincel
° Aerógrafo
° Texto
° Línea
° Curva
° Rectángulo
° Polígono
° Elipse
° Rectángulo redondeado
En la versión universal:
- Vista en 3D.
- Nuevo UI adaptado a Windows 10.
- Community Integration.
- Acceso rápido para compartir.
- Cuerpos en 3D.

El menú Imagen ofrece las siguientes opciones: espejar/rotar, expandir/contraer, invertir colores, atributos de imagen, borrar imágenes y dibujar opaco. El menú "Colores" permite al usuario a editar colores (solamente opción de menú en el marco de colores). El cuadro de diálogo Editar colores muestra el selector de color estándar de Windows que incluye una paleta de color de 48 y 12 ranuras de color personalizado que se pueden editar. Al hacer clic en "Definir colores personalizados" muestra una versión cuadrada de la rueda de color que puede seleccionar un color personalizado ya sea con un cursor de forma de Cruz (como un ""), por tono/saturación y luminosidad, o por valores de rojo, verde y azul.
Hay 28 colores en el área de trabajo. Los colores de forma predeterminada en el cuadro de color son las siguientes: negro, blanco, gris, plata, marrón, rojo, verde oliva, amarillo, verde oscuro, verde, azul-verdoso, cían, azul marino, azul, púrpura, magenta, oro viejo, amarillo limón, gris pizarra, verde, azul oscuro , azul agua, medianoche azul, morado, violeta-azul, coral, marrón y naranja. Una paleta de colores también está disponible.

### Herramientas
Las nuevas versiones de Microsoft Paint permiten al usuario tener tres colores al mismo tiempo: primario (clic izquierdo), secundario (clic derecho), y terciario
o (Control + clic). El color terciario estaba presente, pero desactivado u oculto, en las versiones antiguas.
El programa tiene las siguientes herramientas: selección libre de dibujo , selección, borrador/borrador de color, rellenar con color, tomar color, lupa, lápiz, pincel, aerógrafo, texto, línea, curva, rectángulo, polígono, elipse, y rectángulo redondeado. MS Paint no tiene la capacidad de crear automáticamente gradientes de color.
El menú "Imagen" ofrece las siguientes opciones: voltear/girar, expandir y contraer, invertir colores, atributos de imagen, borrar imagen y dibujar figuras opacas. El menú de "Colores" permite al usuario editar colores (única opción del menú Colores). La caja de diálogo de editar colores muestra una paleta de 48 colores y 12 espacios para colores personalizados que pueden ser editados. Al hacer clic en "Definir colores personalizados" se muestra una versión cuadrada de la rueda de colores en la que se puede elegir un color personalizado con un cursor en forma de cruz (+), o con valores de Matiz/Saturación/Luminosidad, o Rojo/Verde/Azul.
Los colores por defecto en la caja de colores son los siguientes:
Negro, blanco, gris mediano, gris plata, granate, rojo, oliva, amarillo, verde mediano, verde RGB, verde azulado, cian RGB, azul turquí, azul RGB, púrpura, magenta RGB, verde musgo, amarillo pálido, verde oscuro, verde claro, azul mediano, aguamarina, azul oscuro, lila, violeta, coral, marrón y naranja, desde Windows 95 hasta Windows XP. En Windows Vista los colores por defecto son distintos.
Versiones anteriores de MS Paint incluían la opción de abrir o guardar paletas de colores personalizadas con extensión de archivo "PAL". Esta opción no está disponible en versiones posteriores a Windows 98.
MS Paint tiene también algunas funciones secretas no mencionadas en el archivo de ayuda: modo sello, modo arrastrar y zum 10x.
Para utilizar el modo sello, el usuario selecciona parte de la imagen, mantiene pulsado Ctrl y la mueve a otra parte del lienzo, esto en lugar de cortar la selección, crea una copia de esta, el proceso puede repetirse cuantas veces se desee. El modo arrastrar funciona igual, pero con la tecla Shift o ⇧ Mayús. Se puede acceder al zum 10x haciendo clic sobre la línea de 2 píxeles de altura bajo la opción 8x. En Windows Vista es posible acceder al zum 10x a través de un deslizador.
También se puede dibujar líneas rectas horizontales, verticales, o diagonales con la herramienta lápiz, sin necesidad de usar la función de línea recta, manteniendo pulsado ⇧ Mayús o Shift y arrastrando el lápiz. Además, se puede hacer más gruesa Ctrl++ (solamente teclado numérico) o delgada Ctrl+- (solamente teclado numérico) una línea mientras se traza.
Las versiones anteriores de Paint, como la que viene con Windows 3.1 , permiten controlar el cursor de dibujo con el uso de las teclas de dirección, así como un pincel de reemplazo de color, que reemplazó un único color por debajo del pincel con otro sin afectar el resto del imagen. En versiones posteriores de Paint, el pincel de borrado de colores se puede simular seleccionando el color que se reemplazará como color primario y el que se reemplaza por el color secundario, y luego haciendo clic con el botón derecho arrastrando la herramienta de borrado. Ya no se admite controlar el cursor de dibujo con la tecla de flecha, pero es posible simularlo con la función de accesibilidad MouseKeys de Microsoft Windows.
En las primeras versiones de Paint (Windows 1.0 a 2.10), venía también una herramienta para crear cubos, y debido a la falta de colores, las paletas tenían texturas, entre la que había líneas, ladrillos, pasto, entre otras.